# Energy Efficient Ethernet
Energy Efficient Ethernet（EEE, 「電力効率の良いイーサネット」の意）は、イーサネットにおける拡張機能の1つで、通信量が少ない期間の電力消費を低減するもの。2010年9月にIEEE 802.3azとして標準化された。

## 動作概要
一般にイーサネットのPHY(物理層デバイス)は、イーサネットフレームを送っていないときにも常にアイドル信号を送っている。EEEでは、このアイドル信号の停止や差し替えで省電力を図っている。
送信データがないときにデータリンク層から省電力動作の要求を受け付けたPHYは、スリープ信号・リフレッシュ信号・ウェイク信号の3種を使って以下のように動作する。
- 伝送路上に一定期間スリープ信号を送る。
- 対向のPHYからもスリープ信号が来たら、省電力モードとして送信動作を停止する。
- 省電力モード中にもリンク確立を維持するために定期的にリフレッシュ信号を送る。
- 復帰時には、一定時間ウェイク信号を送って省電力モードを抜け、通常の送信動作に戻る。

各信号の実装やタイミングは物理層規格によって個別のものが規定され、省電力モードの出入り時にフレーム欠損などがないようになっている。例えば1000BASE-Tでは、スリープでは182～202マイクロ秒間のLPI信号(Low Power Idle)、リフレッシュでは20～24ミリ秒間隔で198～218.2マイクロ秒間のLPI信号、ウェイクでは16.5マイクロ秒間のアイドル信号を送る。
EEEは以下の伝送媒体および規格でサポートされている。
| 伝送媒体           | EEE対応規格 |
| ------------------ | --- |
| ツイストペア       | 10BASE-T, 100BASE-TX, 1000BASE-T, 2.5GBASE-T, 5GBASE-T, 10GBASE-T, 25GBASE-T, 40GBASE-T                            |
| シングルペア       | 100BASE-T1, 1000BASE-T1, 10GBASE-T1                                                                                |
| 基板上配線         | 1000BASE-KX, 10GBASE-KX4/KR, 25GBASE-KR(-S), 40GBASE-KR4, 50GBASE-KR, 100GBASE-KR2/KR4/KP4, XAUI/XLAUI/25GAUI/CAUI |
| ダイレクトアタッチ | 25GBASE-CR(-S), 40GBASE-CR4, 50GBASE-CR, 100GBASE-CR2/CR4/CR10                                                     |
| 光ファイバ         | 1000BASE-RH, 25GBASE-R, 40GBASE-R4/FR, 50GBASE-R, 100GBASE-SR10/R4/R2/R1, 200GBASE-R4, 400GBASE-SR16/R8/R4         |

接続時の機器はオートネゴシエーションで互いにEEEの設定を通知しあっており、両者が有効設定であるときに省電力モードが動作する。
25Gbps通信以上の高速通信規格では、省電力モード中に送信動作を止めず、通常のアイドル信号の代わりに特殊シンボル(fast wake信号)を送り続けることを必須要件としているものがある。fast wake信号の各種パラメタはLLDPでやりとりすることができる。

## グリーンイーサネット
EEE規格策定以前から省電力機能を実装した製品があり、EEE以外の省電力機能を含めて「グリーンイーサネット」という名称で呼ばれている。代表的なものに以下のようなベンダ固有実装がある。
- リンク未確立で受信信号もないLANポートの電源をオフにしてスタンバイ状態にする。
- 接続時のケーブル長を測定し、長さに応じて送信に使う電力を調整する。

特にケーブル長に関しては、イーサネットでは多くの規格で最大100メートルのLANケーブル接続が可能であるが、実際には家庭環境や小規模なデータセンタの多くの接続は数メートルの配線に収まるため、このような距離長に応じた動作が効果的となる。また、短距離接続時の送信電力低下により漏話が減り通信品質向上のメリットもある。
このほか、イーサネットICにおいては内部の高効率回路、ネットワークサーバ用製品においてはオフロードエンジン機能、無線ルータにおいては無線停止期間を設定できる機能を指すこともある。